# Eusebio Lázaro
 (août 2023).
Si vous disposez d'ouvrages ou d'articles de référence ou si vous connaissez des sites web de qualité traitant du thème abordé ici, merci de compléter l'article en donnant les références utiles à sa vérifiabilité et en les liant à la section « Notes et références ».
Eusebio Lázaro (Carthagène, Murcie) est un acteur et metteur en scène de théâtre espagnol.
Fort d'une solide formation scénique, il a vécu à Barcelone, Madrid, Londres et a fait de longs séjours à Paris et à New York. Il a commencé à jouer et à mettre en scène au Teatro Español Universitario et au Teatro de Cámara, dans sa ville natale. Il se perfectionne auprès des professeurs de la Royal Academy of Dramatic Arts de Londres et collabore avec Friedo Solter. Au milieu des années 1960, il s'installe à Madrid, où il entre en contact avec divers milieux culturels et commence à travailler comme acteur et à écrire des scénarios de films. Il réalise les moyens métrages El clarinete (1985) et La última cena.
Il a créé sa propre compagnie en 1978 et a organisé des cours de technique théâtrale pour des acteurs et des metteurs en scène professionnels. Au cinéma, il a travaillé avec des réalisateurs espagnols tels que Luis García Berlanga, Carlos Saura, Manuel Gutiérrez Aragón, Mario Camus, José Luis Cuerda, Pablo Llorca, Gonzalo Suárez, Pedro Almodóvar, etc., et des réalisateurs d'autres pays tels que Milos Forman, Christopher Hampton, John Malkovich, Richard Lester et Philippe Monnier. Il est devenu populaire grâce à ses prestations au cinéma et à la télévision, notamment dans Démons dans le jardin de Manuel Gutiérrez Aragón et Cuéntame cómo pasó, dans le rôle de Don Severiano.
Il a réalisé deux moyens métrages sélectionnés dans divers festivals et cinq documentaires sur l'art contemporain en collaboration avec l'historien et critique américain Dore Ashton, sur les peintres Antoni Tàpies, Miquel Barceló, Manolo Millares, Pierre Soulages et Pierre Alechinsky.
En tant que dramaturge, il a écrit et créé deux pièces : El Ensayo et El premio. Plus récemment, il a dirigé José Ovejero dans la version théâtrale de sa pièce ¡Qué raros son los hombres!, une exploration du côté sombre de la psyché humaine en trois monologues basés sur les propres histoires de l'acteur.
Il est également organisateur d'événements culturels et traducteur des pièces suivantes de William Shakespeare : Richard III (Éditions Valdemar), Le couteau de l'esprit, Coriolan et Othello. Il a écrit des articles pour des journaux et des magazines, des essais, des scénarios de films, des pièces de théâtre et des recueils de poésie. Il a enseigné pendant trois ans à l'ECAM (Escuela de Cine de la Comunidad de Madrid) et a donné des cours et des séminaires dans plusieurs pays américains.
En 2019, il a publié ses mémoires sous le titre Fiebre alta.

## Carrière (sélection)

### Cinéma
- 1980 : Pepi, Luci, Bom y otras chicas del montón, de Pedro Almodóvar
- 1982 : Demonios en el jardín (Démons dans le jardin), de Manuel Gutiérrez Aragón
- 1986 : El disputado voto del señor Cayo, de Antonio Giménez-Rico
- 1987 : La rusa, de Mario Camus
- 1989 : El regreso de los mosqueteros, de Richard Lester
- 1993 : Todos a la cárcel, de Luis García Berlanga
- 1996 : Taxi, de Carlos Saura
- 1997 : Muerte en Granada (The Disappearance of Garcia Lorca), de Marcos Zurinaga
- 1997 : Pajarico, de Carlos Saura
- 1998 Todas hieren, de Pablo Llorca
- 1998 : Lluvia en los zapatos (If Only...), de María Ripoll
- 1999 : París-Tombuctú, de Luis García Berlanga
- 2001 : Buñuel y la mesa del rey Salomón (Buñuel et la Table du Roi Salomon), de Carlos Saura
- 2003 : Imagining Argentina (Disparitions), de Christopher Hampton
- 2006 : El laberinto del fauno (Le Labyrinthe de Pan), de Guillermo del Toro
- 2006 : Los fantasmas de Goya (Les Fantômes de Goya), de Miloš Forman
- 2010 : The Way, de Emilio Estévez
- 2014 : La carga, de Alan Jonsson

### Théâtre
- Arturo Ui, de Bertolt Brecht. Avec Peter Fitzi et José Luis Gómez
- Poder y villanía, sur les textes de Shakespeare
- Dos instantes vida, de Anton Chéjov
- Un hombre es un hombre, de Bertolt Brecht
- Ricardo III (Richard III), de Shakespeare
- Coriolano (Coriolan), de Shakespeare
- Medea (Médée), de Suzanne Osten
- Otelo (Othello), de Shakespeare
- La comedia de los errores (La Comédie des erreurs), de Shakespeare
- Woyzeck, de Georg Büchner
- Ellas. La extraña pareja, de Neil Simon. Avec Cristina Higueras y Fiorella Faltoyano
- La comedia de Carla y Luisa, de José Luis Alonso de Santos. Avec Cristina Higueras y Fiorella Faltoyano
- Cartas de amor a Stalin, de Juan Mayorga
- Las troyanas (Les Troyennes), de Euripide
- Las bacantes (Les Bacchantes), de Euripide
- Antígona (Antigone), de Sophocle-Jean Anouilh
- La edad de oro. Sélection de textes: José Manuel Caballero Bonald
- El otro lado, d'Ariel Dorfman. Avec Charo López et José Luis Torrijo
- Las más fuertes, d'Eusebio Lázaro.
- ¡Qué raros son los hombres!, de José Ovejero

### Télévision
- 1985 : Total, de José Luis Cuerda
- 1985 : La huella del crimen 1: El caso de las envenenadas de Valencia (L'empreinte du crime 1 : l'affaire de l'empoisonnement de Valence), de Pedro Olea
- 1985 : Los pazos de Ulloa (Les pazos d'Ulloa), de Gonzalo Suárez
- 1990 : La hija de los lobos (L'Enfant des loups), de Philippe Monnier
- 1992 : El Quijote de Miguel de Cervantes (Don Quichotte de Miguel de Cervantes), de Manuel Gutiérrez Aragón
- 2001-2008 : Cuéntame cómo pasó (Racontez-moi comment ça s'est passé), de Tito Fernández
- 2006 : Aquí no hay quien viva (Personne n'est vivant ici)
- 2006 : El comisario (Le commissaire)
- 2007-2008 : Amar en tiempos revueltos (Aimer en temps de crise), de Joan Noguera
- 2008 : Los hombres de Paco (Les hommes de Paco), Antena 3
- 2010 : Adolfo Suárez
- 2010 : Alfonso, el príncipe maldito (Alfonso, le prince maudit), Telecinco
- 2010 : Las chicas de oro (Les filles d'or), TVE
- 2011 : Doctor Mateo, Antena 3
- 2012 : Imperium, Antena 3
- 2016 : Víctor Ros, La 1
- 2020 : Historias de Alcafrán, La 1

### Livres
- (es) Fiebre alta [« Forte fièvre »], Alpedrete (Madrid), Ediciones de la Discreta, 2019, 754 p. (ISBN 978-8-496-32291-2)